# Europäisches Jahr der Sprachen
Das Europäische Jahr der Sprachen wurde von der Europäischen Union gemeinsam mit dem Europarat im Jahr 2001 als Europäisches Jahr ausgerufen, um einer sprachlichen Verarmung vorzubeugen.
Erklärtes Ziel war es, die sprachliche und kulturelle Vielfalt Europas zu erhalten. Mit dreihundert verschiedenen Projekten wollte die EU alle Bürger animieren, Sprachen zu lernen, damit alle Europäer künftig neben der eigenen Muttersprache noch zwei weitere Sprachen beherrschen. Damit sollten die Bürger Europas ermutigt werden, ihre Sprachkenntnisse auszubauen und sich mit dem sprachlichen Erbe Europas vertraut zu machen. Dabei sollte keine Sprache bevorzugt werden. Im Mittelpunkt sollten daher nicht nur die Amtssprachen der Europäischen Union stehen, sondern auch diejenigen Sprachen, die die Mitgliedstaaten zur Umsetzung des Beschlusses über das Europäische Jahr der Sprachen benannt haben. Teilweise war sogar von einer Bevorzugung der „kleinen“ Sprachen die Rede.
Im Zusammenhang mit dem Europäischen Jahr der Sprachen wurde der Gemeinsame europäischer Referenzrahmen für Sprachen (GER) vorgestellt und veröffentlicht. Außerdem wurden Projekte wie das deutsch-französische Jugendfilmfestival Cinéfête gegründet.

## Zielsetzungen
1. Es sollte das Bewusstsein dafür vertieft werden, welchen Reichtum die sprachliche Vielfalt in der Europäischen Union darstellt.
2. Die Sprachenvielfalt sollte gefördert werden.
3. Es sollte einer möglichst großen Zahl von Menschen nahegebracht werden, welche Vorteile die Beherrschung mehrerer Sprachen mit sich bringt.
4. Es sollte dazu angeregt werden, sich lebenslang Sprachkenntnisse anzueignen.
5. Es sollen Informationen gesammelt und verbreitet werden, die den Sprachunterricht und das Erlernen von Fremdsprachen betreffen.